# Sterling Highway
Der Sterling Highway ist ein 229 km / 142 mi langer Highway im südlichen Alaska, der vom Seward Highway bei Tern Lake Junction (140 km / 90 mi südlich von Anchorage) nach Homer führt.
Der Bau des Highways begann 1947 und wurde 1950 beendet. Er ist ein Teil der Alaska Route 1. Er führt westlich von Tern Lake nach Soldotna, parallel zum Kenai River, wo er nach Süden dreht, um dem östlichen Ufer des Cook Inlets zu folgen. Der Sterling Highway ist der einzige Highway auf der zentralen und westlichen Kenai-Halbinsel. Die Mehrheit der Bevölkerung des Kenai Peninsula Borough lebt entlang des Highways. Der Highway erschließt auch mehrere ergiebige und beliebte Fischgründe.
Das südliche Ende des Highways befindet sich an der Spitze des Homer Spit, einer Sandbank, die sich 8 km / 5 mi in die Kachemak Bay hinein streckt. Ein Fährenterminal verbindet hier die Straße mit dem Alaska Marine Highway.
Kilometersteine entlang des Sterling Highways beginnen nicht bei Meile 0, sondern bei Meile 37 (Kilometer 59), weil sie die Nummerierung des Seward Highways fortführen. Der Kilometerstein 0 befindet sich im Zentrum der Stadt Seward, an der Kreuzung zwischen der 3rd Avenue und der Railway Avenue.

## Ortschaften entlang des Highways
- Tern Lake Junction (Meile 37, Kilometer 60)
- Cooper Landing (Meile 48, Kilometer 78)
- Sterling (Meile 81, Kilometer 130)
- Soldotna (Meile 94, Kilometer 152)
- Kasilof (Meile 109, Kilometer 175)
- Tustumena Lake (Meile 111, Kilometer 179)
- Clam Gulch (Meile 118, Kilometer 190)
- Ninilchik (Meile 136, Kilometer 218)
- Anchor Point (Meile 156, Kilometer 252)
- Homer (Meile 173, Kilometer 278)

## Galerie

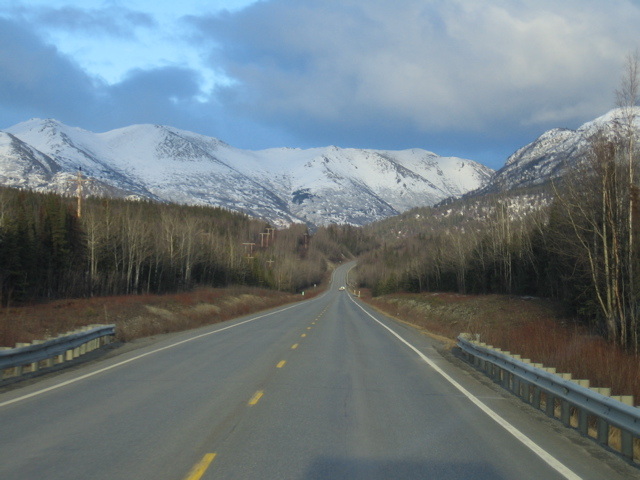
Sterling Highway beim Verlassen der Kenai Mountains.
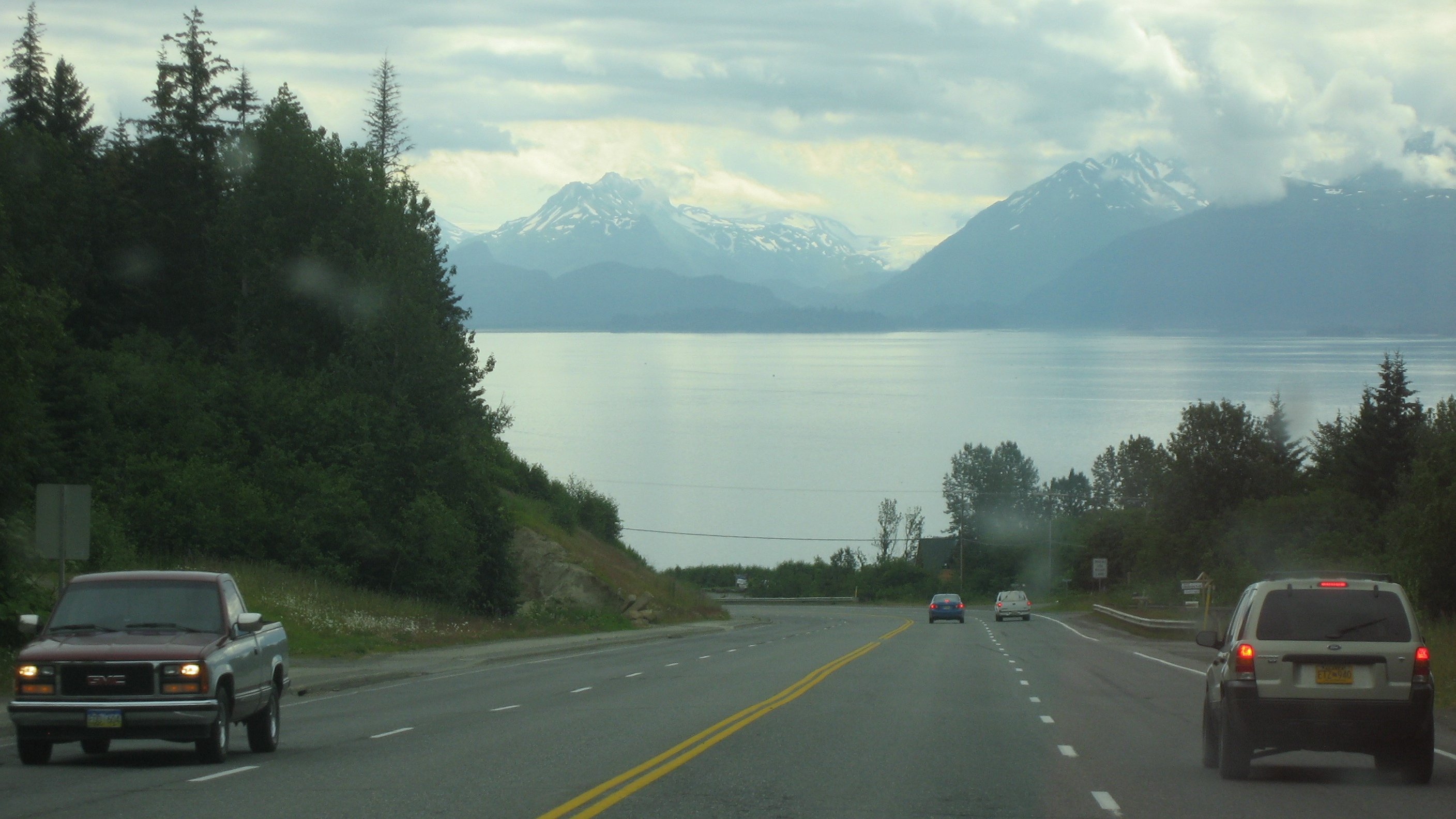
Bei Meile 170/Kilometer 274 Richtung Homer.